# Pyrrhogyra lysanias
Pyrrhogyra lysanias är en fjärilsart som beskrevs av Felder 1862. Pyrrhogyra lysanias ingår i släktet Pyrrhogyra och familjen praktfjärilar. Inga underarter finns listade.